# Mimochroa
Mimochroa is een geslacht van vlinders van de familie spanners (Geometridae), uit de onderfamilie Ennominae.

## Soorten
- M. albifrons Moore, 1888
- M. angulifascia Moore, 1888
- M. gynopteridia Butler, 1880
- M. hypoxantha Kollar, 1828
- M. olivescens Wileman, 1910
- M. pyricoetes Prout, 1928